# Чавлина, Никола
Нико́ла Ча́влина (хорв. Nikola Čavlina; род. 2 июня 2002, Загреб) — хорватский футболист, вратарь клуба «Локомотива».

## Клубная карьера
Чавлина — воспитанник клубов «Локомотива» и загребского «Динамо». В сентябре 2020 года Никола подписал профессиональный контракт с последними. В июле 2022 года для получения игровой практики вернулся в клуб «Локомотива». 13 августа в матче против «Горицы» он дебютировал в чемпионате Хорватии.

## Международная карьера
В 2023 году в составе юношеской сборной Хорватии Чавлина принял участие в молодёжном чемпионате Европы. На турнире он остался на скамейке запасных.

## Достижения
«Динамо» (Загреб)
- Победитель чемпионата Хорватии: 2021/22